# Альбрехт IV Мекленбургский
А́льбрехт IV Мекленбу́ргский (нем. Albrecht IV. von Mecklenburg; до 1363 — между 24 и 31 декабря 1388) — герцог Мекленбургский, в 1383—1388 годах соправитель Мекленбурга.
Альбрехт IV — сын герцога Мекленбурга Генриха III и Ингеборги Датской. В 1371 либо 1375 году его дед, король Вальдемар IV Аттердаг, провозглашал его своим наследником на датском престоле. Однако это происходило не совсем добровольно. Вальдемар получил за это обещание Сконе и все остальные завоёванные отцом Альбрехта датские территории. Против Альбрехта выступила большая часть дворянства, объявила о его низложении и призвала на помощь дочь Вальдемара Маргариту I. В 1376 году она объявила королём своего сына Олафа II под своей опекой. Альбрехт отказался от датского трона и в 1383 году после смерти своего отца правил в Мекленбурге вместе со своим дядей Магнусом I и своим кузеном Иоганном IV. Альбрехт был женат на Елизавете Гольштейнской, дочери Николая Гольштейн-Рендсбургского, и умер в конце 1388 года.